# FPS
 For alternative betydninger, se FPS (flertydig). (Se også artikler, som begynder med FPS)
FPS eller frames per second er en computer betegnelse for antal billeder, der bliver vist på skærmen hvert sekund.
Dette bruges især til at tjekke, hvordan computeren klarer sig til at køre spil.
Dette kan vise, hvor godt ens Grafikkort, CPU og RAM er.
| Lyd og billede | Spire Denne artikel om billed- og lydteknologi er en spire som bør udbygges. Du er velkommen til at hjælpe Wikipedia ved at udvide den. |